# Neil Grayston
Pour les articles homonymes, voir Grayston.
Neil Grayston est un acteur canadien né le 24 mars 1981 à New Westminster, en Colombie-Britannique (Canada).

## Biographie
En 2006, Neil Grayston a remporté un Leo Award (Meilleure performance masculine dans une série dramatique) pour sa performance dans l'épisode The Bigger Man de la série canadienne Godiva's.

## Filmographie
- 2000 : Coroner Da Vinci (Da Vinci's Inquest) (série télévisée) : William Collette
- 2001 : UC: Undercover (série télévisée) : Teenage Boy
- 2002 : The Time Tunnel (TV) : The monk
- 2002 : The Water Game : Adam
- 2002 : Jeremiah (série télévisée) : Prisoner #5
- 2002 : Smallville (série télévisée) : Russell Burton
- 2002 : Edgemont (série télévisée) : Jordon Rosen
- 2004 : Wonderfalls (série télévisée) : Alec
- 2004 : Dead Like Me (série télévisée) : Ethan
- 2004 : La Prophétie du sorcier (Earthsea) (TV) : Roke Student with Knife
- 2005 : Dead Zone (The Dead Zone) (série télévisée) : Trey Walters
- 2005 : Godiva's (série télévisée) : Martin
- 2006 : Eureka: Hide and Seek (série télévisée) : Douglas Fargo
- 2006 - 2012 : Eureka (série télévisée) : Douglas Fargo
- 2007 : Supernatural (série télévisée) : Frat Pledge
- 2008 : Stan Maynard's Best Day Ever : Stan Maynard
- 2010 : Warehouse 13 (série TV) : Douglas Fargo (crossover avec Eureka) (saison 2, épisode 5 et saison 3, épisode 6)
- 2013 : Le Jour de l'Apocalypse (End of the World) (TV) : Steve Palmer
- 2016 : Daredevil : Christopher Roth